# Nicola Del Principe
Nicola Del Principe (né à Pescasseroli le 5 avril 1927 - mort à L'Aquila le 28 mars 2002) est un dessinateur italien de bande dessinée. 

## Biographie
Sa carrière débute en 1952. Très prolifique, son inspiration est diverse et aborde presque tous les genres : humoristique (Trottolino, Tam Tam et Riri, Tom et Jerry, Pinocchio...), aventure (Pierrot petit tambour), western (Ranger Roy), érotique. Il collabore pendant de longues années avec l'éditeur italien Renato Bianconi.